# 北京の戦い (1860年)
北京の戦いとこれに続く英仏連合軍の北京占領は、1860年に起こった、アロー戦争の最後の戦いである。

## 背景
（→
中国語：第二次鴉片戰爭開戰以來，清軍大致上都潰敗了(1858的大沽口抗擊例外)。1860年9月的八里橋之戰對抗西洋軍也因失敗讓清軍馬隊徹底潰敗。咸豐帝馬上逃到熱河避暑山莊，清軍的大潰逃伴隨著英法聯軍向北京的進發，帝都前方的死守完完全全失敗。）
アロー戦争の開戦以来、清軍は1858年の大沽砲台の戦いを例外として敗走を重ねていた。さらに1860年9月の八里橋の戦いでも西洋軍への対抗に失敗したため、清軍の騎兵隊は徹底的に潰滅させられた。清の咸豊帝は、直ちに熱河の避暑山荘へ逃亡した。清軍の潰走に伴って英仏連合軍は北京へ進撃し、帝都前面の防衛は完全に失敗してしまった。
（→1860年9月22日(也就是八里橋勝利的隔天)，清朝欽差大臣恭親王弈訢向英法公使額爾金和葛羅致函，要求議和照會如下：）
1860年9月22日（八里橋の勝利の翌日）、清朝の全権大使恭親王（咸豊帝の兄）は英仏連合軍の司令官エルギンとグロに文書を送り、和議の交渉を求めた。その内容は、下記の通りである：
“欽差便宜行事全權大臣和碩恭親王為照會事：
現因怡親王載、兵部尚書穆辦理不善，已奉旨撤去欽差大臣。本親王奉命授為欽差便宜行事全權大臣，即派恆祺、藍蔚雯等，前往面議和局。貴大臣暫息干戈，以敦和好。為此照會。”
日本語訳：
（→但是兩國公使傳話如果不放還在通州被捉走的巴夏禮和外交人員，是不會談判的。奕訢如此回答...(以下略)）
しかし両国の司令官は、通州で捕えられたハリー・パークスと公使団を釈放しなければ交渉できないと伝えた。恭親王はこのように回答した：「もうあなた方は軍事上勝利しているのだから、少しぐらい武官が減ったところで何の差支えがあるだろうか？（既然你們軍事上得勝，少幾個軍官又有何妨呢？）」

### 作戦準備
（→1860年9月26日，聯軍的偵查隊第一次探查到北京城的道路，因為沒有發現清軍兵營，北京之路已經為之敞開。）
1860年9月26日、連合軍の偵察隊は紫禁城への道路を初めて偵察した。清軍の兵営は見られず、既に北京への道が広く開けていた。